# چینچینا
چینچینا (به اسپانیایی: Chinchiná, Caldas) یک سکونتگاه مسکونی در کلمبیا است که در بخش کالداس واقع شده‌است.

## خصوصیات
چینچینا ۱۱۲٫۴ کیلومترمربع مساحت و ۴۷٬۹۲۹ نفر جمعیت دارد و ۱٬۳۷۸ متر بالاتر از سطح دریا واقع شده‌است.